# バターワース (ペナン州)

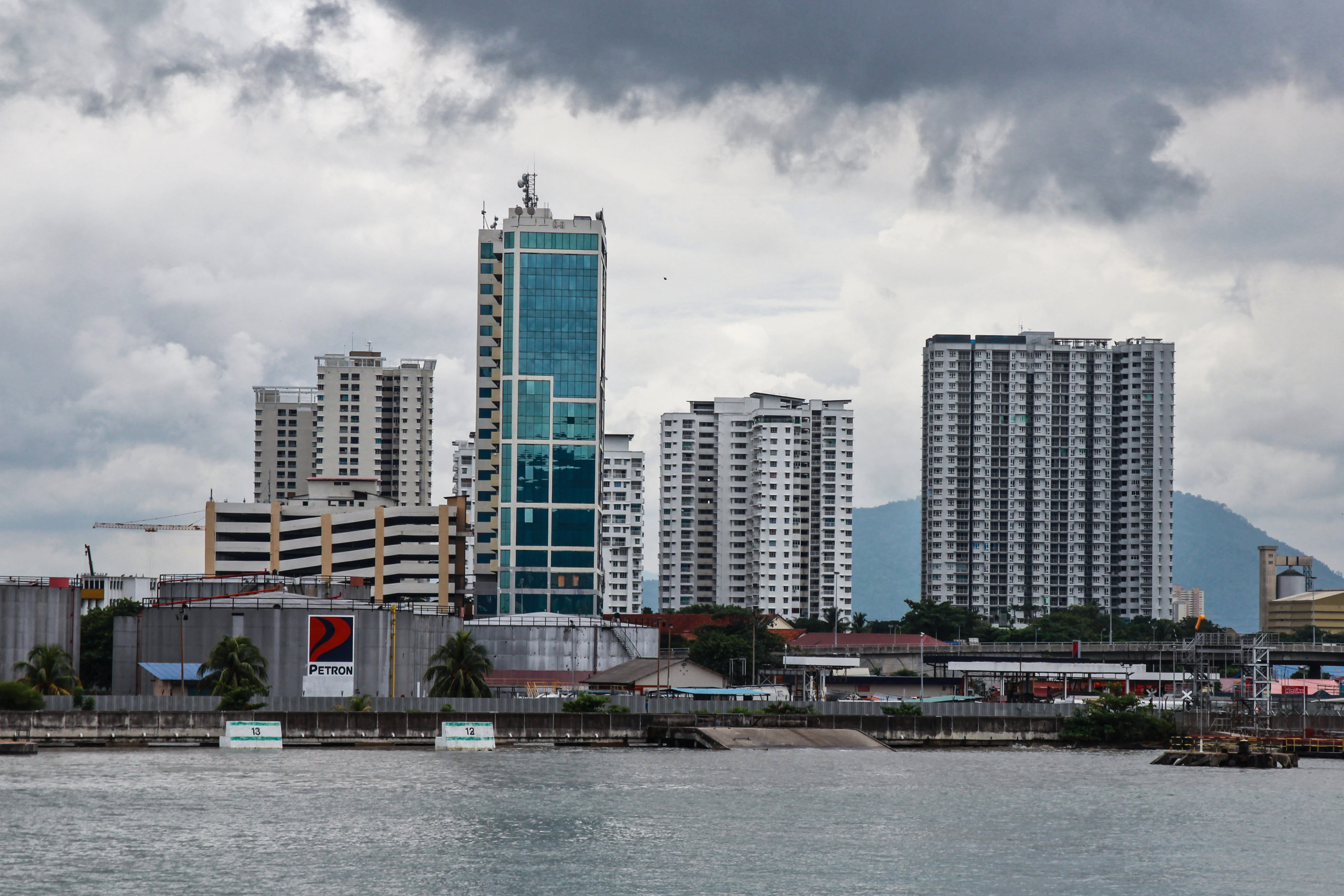
バターワース

バターワース（Butterworth）はマレーシアのペナン州に所在する都市。中国語での名称は北海。ペナン州の州都ジョージタウンから東に約3km、ペナン海峡を挟んで位置している。2021年の調査では、バターワースの総人口は107,591人である。
バターワースの名前の由来は、19世紀半ばに海峡植民地の総督を務めたウィリアム・ジョン・バターワースに因んで名付けられた。バースタウンはイギリス領時代、ジョージタウンに近いことから、交通の要所として誕生した。イギリス東インド会社は当初、農業目的でセベラン・ペライ (当時はウェルズリー州) を手に入れたが、バターワースは20世紀後半に大規模な工業化も経験した。1974年、ベナン港がこの町に移転した。
マレー鉄道の駅がある。ペナン島とは海を挟んだ対岸にある。

## 交通

### 鉄道
マレー鉄道が駅を設けていてクアラルンプールからバターワース止まりの急行列車を数便走らせている。また、タイ方面からもバンコクからの国際列車が運行されていた。

### バス
- クアラルンプールやイポー、アロースターなどから高速バスがある。

　対岸のペナン島にいく場合、ジョージタウンまでのバスの便は少ないので、バターワースで船に乗り換えるのが一般的。

### ペナン島との連絡
ペナン島とは間に架橋された長さ12キロメートルのペナン・ブリッジによって結ばれているほか、フェリーが頻繁に往来している（所要時間は20分ほど）。
フェリーターミナルと駅は連絡橋で結ばれている

## その他
マレーシア空軍の基地がある。
冷戦時代にはアジアにおける集団的自衛権を基盤とした集団安全保障体制である「五か国防衛取極」により、オーストラリア軍やニュージーランド軍など英連邦加盟国軍隊による抑止力の中核をなしていた基地である。現在でも集団的自衛権に基づく合同演習の際などに使用される事がある。